# غلوكي هامشي
غلوكي هامشي (الاسم العلمي: Glaucus marginatus) هو نوع من الحيوانات يتبع جنس الغلوكي من فصيلة الغلوكيات.